# A BFC Siófok 2011–2012-es szezonja
A BFC Siófok 2011–2012-es szezonja szócikk a BFC Siófok első számú férfi labdarúgócsapatának egy idényéről szól, mely sorozatban a 2., összességében pedig a 19. idénye a csapatnak a magyar első osztályban. A klub fennállásának ekkor volt a 90. évfordulója.

## Statisztikák
Utolsó elszámolt mérkőzés dátuma: 2012. május 26.

### Mérkőzések
| Lejátszott mérkőzések száma        | 38 (30 OTP Bank Liga, 2 Magyar kupa, 6 Ligakupa)           |
| Győzelmek száma                    | 13 (9 OTP Bank Liga, 1 Magyar kupa, 3 Ligakupa)            |
| Döntetlenek száma                  | 10 (9 OTP Bank Liga, 0 Magyar kupa, 1 Ligakupa)            |
| Vereségek száma                    | 15 (12 OTP Bank Liga, 1 Magyar kupa, 2 Ligakupa)           |
| Szerzett gólok száma               | 40                                                         |
| Kapott gólok száma                 | 50                                                         |
| Gólkülönbség                       | –10                                                        |
| Sárga lapok                        | 79                                                         |
| Kiállítások                        | 4                                                          |
| Legtöbbet figyelmeztetett játékos  | Melczer Vilmos (7 , 1 )                                    |
| Legnagyobb arányú győzelem         | BFC Siófok 2–0 Újpest (2011. 07. 30.)                      |
| Legnagyobb arányú győzelem         | BFC Siófok 3–1 Kaposvári Rákóczi (2011. 08. 20.)           |
| Legnagyobb arányú győzelem         | Zalaegerszegi TE FC II 0–2 BFC Siófok (2011. 09. 21.)      |
| Legnagyobb arányú győzelem         | BFC Siófok 2–0 Kaposvári Rákóczi (2011. 11. 08.)           |
| Legnagyobb arányú győzelem         | BFC Siófok 3–1 Lombard Pápa (2011. 11. 26.)                |
| Legnagyobb arányú győzelem         | BFC Siófok 2–0 Paksi FC (2012. 03. 17.)                    |
| Legnagyobb arányú győzelem         | BFC Siófok 2–0 Zalaegerszegi TE (2012. 05. 12.)            |
| Legnagyobb arányú vereség          | Videoton 7–0 BFC Siófok (2011. 11. 19.)                    |
| Legmagasabb hazai nézőszám         | 5 000 néző, BFC Siófok 0–0 Videoton (2011. 08. 17.)        |
| Legalacsonyabb hazai nézőszám      | 100 néző, BFC Siófok 2–0 Kaposvári Rákóczi (2011. 11. 08.) |
| Legtöbbször pályára lépett játékos | Kecskés Tamás (30 mérkőzés)                                |
| Házi gólkirály                     | Melczer Vilmos (9 )                                        |
| Pontok                             | 50/114 (43,86%)                                            |

### Kiírások
| Kiírás        | Statisztikák | Statisztikák | Statisztikák | Statisztikák | Statisztikák | Statisztikák | Kezdő forduló | Végső forduló/ helyezés | Mérkőzések dátumai | Mérkőzések dátumai |
| Kiírás        | M            | GY           | D            | V            | LG–KG        | GK           | Kezdő forduló | Végső forduló/ helyezés | Első               | Utolsó             |
| ------------- | ------------ | ------------ | ------------ | ------------ | ------------ | ------------ | ------------- | ----------------------- | ------------------ | ------------------ |
| OTP Bank Liga | 30           | 9            | 9            | 12           | 30–41        | –11          | —             |                         | 2011. 07. 23.      | 2012. 05. 26.      |
| Magyar kupa   | 2            | 1            | 0            | 1            | 3–2          | +1           | 3. forduló    | 4. forduló              | 2011. 09. 21.      | 2011. 10. 26.      |
| Ligakupa      | 6            | 3            | 1            | 2            | 7–7          | 0            | Csoportkör    | Csoportkör              | 2011. 08. 31.      | 2011. 11. 16.      |

## Mérkőzések
| Színmagyarázat | Színmagyarázat |
| -------------- | -------------- |
|                | Győzelem.      |
|                | Döntetlen.     |
|                | Vereség.       |

### Téli felkészülési mérkőzések
| 2012. január 25. |

| BFC Siófok | 1 – 0               | Veszprém FC |
| ---------- | ------------------- | ----------- |
| Bozović    | (1 – 0) Jegyzőkönyv |             |

| Révész Géza utcai stadion, Siófok Nézőszám: 50 Játékvezető: Pákász (magyar) |

| 2012. január 28. |

| BFC Siófok   | 4 – 1 | Dunakanyar-Vác FC |
| ------------ | ----- | ----------------- |
| Sowunmi Nagy |       |                   |

| Siófok Nézőszám: 50 |

| 2012. február 2. |

| BFC Siófok                      | 4 – 0               | FC Ajka |
| ------------------------------- | ------------------- | ------- |
| Melczer Huszák Haraszti Sowunmi | (1 – 0) Jegyzőkönyv |         |

| Siófok Nézőszám: 50 Játékvezető: Pánkász R. (magyar) |

| 2012. február 4. |

| Veszprém FC | 2 – 1               | BFC Siófok |
| ----------- | ------------------- | ---------- |
| Hevesi-Tóth | (0 – 1) Jegyzőkönyv | Melczer    |

| Veszprém Játékvezető: Szilasi Szabolcs (magyar) |

| 2012. február 8. |

| BFC Siófok           | 3 – 0               | Szigetszentmiklósi TK |
| -------------------- | ------------------- | --------------------- |
| Sowunmi Kanta Huszák | (2 – 0) Jegyzőkönyv |                       |

| Siófok Nézőszám: 50 Játékvezető: Pánkász (magyar) |

| 2012. február 11. |

| BFC Siófok | 3 – 0               | Kozármisleny SE |
| ---------- | ------------------- | --------------- |
| Simon Nagy | (0 – 0) Jegyzőkönyv |                 |

| Siófok |

| 2012. február 16. |

| SV Harreither Gaflenz | 1 – 0               | BFC Siófok |
| --------------------- | ------------------- | ---------- |
| Rülling               | (0 – 0) Jegyzőkönyv |            |

| Alsómarác |

| 2012. február 18. |

| BFC Siófok      | 2 – 2               | Gyirmót FC      |
| --------------- | ------------------- | --------------- |
| Melczer Lengyel | (2 – 1) Jegyzőkönyv | Csizmadia Fitos |

| Siófok |

| 2012. február 25. |

| NK Nafta Lendava | 1 – 2       | BFC Siófok |
| ---------------- | ----------- | ---------- |
|                  | Jegyzőkönyv | Melczer    |

| Lendva |

### OTP Bank Liga 2011–12

#### Őszi fordulók
| 1. forduló 2011. augusztus 17. 19:00 |

| BFC Siófok  | 0 – 0                         | Videoton    |
| ----------- | ----------------------------- | ----------- |
| Sowunmi 52' | (0 – 0) Jegyzőkönyv Részletek | Sánchez 35' |

| Révész Géza utca, Siófok Nézőszám: 5 000 Játékvezető: Farkas Ádám (magyar) |

- Elhalasztott mérkőzés.

| 2. forduló 2011. július 23. 19:00 |

| Lombard Pápa                      | 2 – 0                         | BFC Siófok             |
| --------------------------------- | ----------------------------- | ---------------------- |
| Marić 47' 78' Farkas 17' Nagy 35' | (0 – 0) Jegyzőkönyv Részletek | Fejes 33' Haraszti 72' |

| Perutz Stadion, Pápa Nézőszám: 2 200 Játékvezető: Takács János (magyar) |

| 3. forduló 2011. július 30. 19:00 |

| BFC Siófok                       | 2 – 0                         | Újpest    |
| -------------------------------- | ----------------------------- | --------- |
| Haraszti 1' Huszák 45' Fehér 64' | (0 – 0) Jegyzőkönyv Részletek | Kabát 57' |

| Révész Géza utcai stadion, Siófok Nézőszám: 3 300 Játékvezető: Berke Balázs (magyar) |

| 4. forduló 2011. augusztus 6. 19:00 |

| BFC Siófok | 0 – 1                         | Győri ETO                 |
| ---------- | ----------------------------- | ------------------------- |
| Farkas 66' | (0 – 1) Jegyzőkönyv Részletek | Alekszidze 26' Völgyi 15' |

| Révész Géza utca, Siófok Nézőszám: 3 300 Játékvezető: Szilasi Szabolcs (magyar) |

| 5. forduló 2011. augusztus 13. 19:00 |

| Paksi FC                                          | 1 – 1                         | BFC Siófok                         |
| ------------------------------------------------- | ----------------------------- | ---------------------------------- |
| Bartha 19' Magasföldi 46' Heffler 70' Montvai 86' | (1 – 1) Jegyzőkönyv Részletek | Melczer 32' Kecskés 25' Huszák 45' |

| Fehérvári út, Paks Nézőszám: 1 500 Játékvezető: Szabó Zsolt (magyar) |

| 6. forduló 2011. augusztus 20. 19:00 |

| BFC Siófok                                               | 3 – 1                         | Kaposvári Rákóczi               |
| -------------------------------------------------------- | ----------------------------- | ------------------------------- |
| Melczer 25' (11-esből) 28' (11-esből) 65' (11-esből) 53' | (2 – 1) Jegyzőkönyv Részletek | Bank 18' 64′ Okuka 31′ Zsók 50' |

| Révész Géza utcai stadion, Siófok Nézőszám: 2 800 Játékvezető: Takács János (magyar) |

| 7. forduló 2011. augusztus 27. 15:00 |

| Diósgyőr                             | 2 – 1                         | BFC Siófok                                   |
| ------------------------------------ | ----------------------------- | -------------------------------------------- |
| Gallardo 49' Menougong 54' Luque 80' | (0 – 1) Jegyzőkönyv Részletek | Melczer 18' (11-esből) Fejes 47' Kecskés 68' |

| DVTK-stadion, Miskolc Nézőszám: 5 000 Játékvezető: Böcskei Balázs (magyar) Asszisztensek: Forgács Attila Tóth István |

| 8. forduló 2011. szeptember 9. 18:00 |

| BFC Siófok | 0 – 0                         | Debreceni VSC                 |
| ---------- | ----------------------------- | ----------------------------- |
| Rebryk 83' | (0 – 0) Jegyzőkönyv Részletek | Varga 20' Šimac 64′ Rezes 84' |

| Révész Géza utcai stadion, Siófok Nézőszám: 800 Játékvezető: Vad II. István (magyar) |

| 9. forduló 2011. szeptember 17. 19:00 |

| Pécsi MFC                                                                    | 1 – 1                         | BFC Siófok         |
| ---------------------------------------------------------------------------- | ----------------------------- | ------------------ |
| Sowunmi 25' (öngól) Marović 17' Pintér 60' Regedei 65' Nagy 80' Frőhlich 83' | (1 – 0) Jegyzőkönyv Részletek | Szabó 60' Kiss 80' |

| PMFC Stadion, Pécs Nézőszám: 3 500 Játékvezető: Radványi Ádám (magyar) |

| 10. forduló 2011. szeptember 24. 18:00 |

| BFC Siófok            | 0 – 0                         | Budapest Honvéd |
| --------------------- | ----------------------------- | --------------- |
| Kecskés 57' Nyári 60' | (0 – 0) Jegyzőkönyv Részletek |                 |

| Révész Géza utcai stadion, Siófok Nézőszám: 1 800 Játékvezető: Andó-Szabó Sándor (magyar) |

| 11. forduló 2011. október 1. 18:00 |

| Haladás                               | 2 – 1                         | BFC Siófok                               |
| ------------------------------------- | ----------------------------- | ---------------------------------------- |
| Kovács 5' 23' Sluka 14' Devecseri 90' | (2 – 0) Jegyzőkönyv Részletek | Lattenstein 71' Haraszti 46' Lengyel 75' |

| Rohonci úti stadion, Szombathely Nézőszám: 5 000 Játékvezető: Berke Balázs (magyar) |

| 12. forduló 2011. október 15. 18:00 |

| BFC Siófok | 0 – 0                         | Vasas               |
| ---------- | ----------------------------- | ------------------- |
|            | (0 – 0) Jegyzőkönyv Részletek | Šimić 82' Jokić 84' |

| Révész Géza utcai stadion, Siófok Nézőszám: 500 Játékvezető: Oláh Gábor (magyar) |

| 13. forduló 2011. október 22. 17:00 |

| Zalaegerszegi TE                           | 1 – 1                         | BFC Siófok                               |
| ------------------------------------------ | ----------------------------- | ---------------------------------------- |
| Méyé 87' (11-esből) Bogunović 28' Máté 45' | (0 – 1) Jegyzőkönyv Részletek | Szabó 45' Huszák 57' Fehér 86' Fejes 90' |

| ZTE Aréna, Zalaegerszeg Nézőszám: 2 656 Játékvezető: Németh Ádám (magyar) |

| 14. forduló 2011. október 30. 18:00 |

| BFC Siófok                                        | 0 – 2                         | Ferencváros                                   |
| ------------------------------------------------- | ----------------------------- | --------------------------------------------- |
| Huszák 28' Melczer 84' Mogyorósi 85' Haraszti 89' | (0 – 1) Jegyzőkönyv Részletek | Pölöskey 26' Hakola 75' Józsi 66' Somália 79' |

| Révész Géza utcai stadion, Siófok Nézőszám: 3 000 Játékvezető: Iványi Zoltán (magyar) |

| 15. forduló 2011. november 5. 16:00 |

| Kecskeméti TE                                   | 3 – 2                         | BFC Siófok                                                                |
| ----------------------------------------------- | ----------------------------- | ------------------------------------------------------------------------- |
| Kéthévoama 22' Litsingi 48' Lencse 59' Mohl 58' | (1 – 2) Jegyzőkönyv Részletek | Haraszti 21' 45' Tusori 45' Lengyel 76' Fejes 78' Bozović 85' Melczer 89′ |

| Széktói Stadion, Kecskemét Nézőszám: 2 200 Játékvezető: Berke Balázs (magyar) |

| 16. forduló 2011. november 19. 15:00 |

| Videoton                                                                           | 7 – 0                         | BFC Siófok                          |
| ---------------------------------------------------------------------------------- | ----------------------------- | ----------------------------------- |
| Oliveira 41' Alves 45' 82' 86' Sándor 61' Nikolics 80' 88' Božović 18' Caneira 73' | (2 – 0) Jegyzőkönyv Részletek | Lengyel 18' Kecskés 32' Sowunmi 43' |

| Sóstói Stadion, Székesfehérvár Nézőszám: 1896 Játékvezető: Oláh Gábor (magyar) Asszisztensek: Butkai Zsolt Kispál Róbert |

| 17. forduló 2011. november 26. 16:00 |

| BFC Siófok                                             | 3 – 1                         | Lombard Pápa              |
| ------------------------------------------------------ | ----------------------------- | ------------------------- |
| Melczer 27' Présinger 68' (öngól) Tusori 79' Fejes 83' | (1 – 1) Jegyzőkönyv Részletek | Présinger 37' Horváth 16' |

| Révész Géza utcai stadion, Siófok Nézőszám: 580 Játékvezető: Fábián Mihály (magyar) |

#### Tavaszi fordulók
| 18. forduló 2012. március 3. 16:00 |

| Újpest                                      | 1 – 1                         | BFC Siófok          |
| ------------------------------------------- | ----------------------------- | ------------------- |
| Kabát 34' Pollák 9' Rajczi 57′ Balajcza 72' | (1 – 0) Jegyzőkönyv Részletek | Simon 72' Nyári 73′ |

| Szusza Ferenc Stadion, Budapest Nézőszám: 4 400 Játékvezető: Böcskei Balázs (magyar) |

| 19. forduló 2012. március 9. 18:00 |

| Győri ETO                                                            | 4 – 1                         | BFC Siófok                                     |
| -------------------------------------------------------------------- | ----------------------------- | ---------------------------------------------- |
| Pátkai 57' 72' 86' Dinjar 83' Stanišić 21' Koltai 58' Alekszidze 79′ | (0 – 0) Jegyzőkönyv Részletek | Simon 90+1' Melczer 33' Kiss 44' Mogyorósi 64' |

| ETO Park, Győr Nézőszám: 2 300 Játékvezető: Szilasi Szabolcs (magyar) |

| 20. forduló 2012. március 17. 16:00 |

| BFC Siófok                                               | 2 – 0               | Paksi FC                       |
| -------------------------------------------------------- | ------------------- | ------------------------------ |
| Haraszti 29' Melczer 71' Simon 52' Pál 81' Ribánszki 90' | (1 – 0) Jegyzőkönyv | Sifter 8' Heffler 70' Éger 78' |

| Révész Géza utca, Siófok Nézőszám: 800 Játékvezető: Veizer Roland (magyar) |

| 21. forduló 2012. március 24. 17:00 |

| Kaposvári Rákóczi                              | 2 – 3               | BFC Siófok                                                |
| ---------------------------------------------- | ------------------- | --------------------------------------------------------- |
| Ndiaye 57' Jammeh 73' 63' Okuka 26' Diallo 35' | (0 – 3) Jegyzőkönyv | Nyári 18' Haraszti 20' Simon 36' Melczer 6' Mogyorósi 45' |

| Rákóczi Stadion, Kaposvár Nézőszám: 2 600 Játékvezető: Iványi Zoltán (magyar) |

| 22. forduló 2012. március 30. 18:00 |

| BFC Siófok                                       | 1 – 0               | Diósgyőr                    |
| ------------------------------------------------ | ------------------- | --------------------------- |
| Simon 32' Mogyorósi 25' Haraszti 65' Melczer 66' | (1 – 0) Jegyzőkönyv | Luque 21' Nagy 86' Vági 89' |

| Révész Géza utca, Siófok Nézőszám: 1 500 Játékvezető: Farkas Ádám (magyar) |

| 23. forduló 2012. április 7. 15:00 |

| Debreceni VSC                     | 1 – 1               | BFC Siófok                                                       |
| --------------------------------- | ------------------- | ---------------------------------------------------------------- |
| Mészáros 57' Nagy 36' Szakály 63' | (0 – 0) Jegyzőkönyv | Šimac 80' (öngól) Egerszegi 34' Heffler 64' Kiss 83' Kecskés 88' |

| Oláh Gábor utcai stadion, Debrecen Nézőszám: 5 300 Játékvezető: Berke Balázs (magyar) |

| 24. forduló 2012. április 14. 16:00 |

| BFC Siófok                                                                  | 2 – 1               | Pécsi MFC                              |
| --------------------------------------------------------------------------- | ------------------- | -------------------------------------- |
| Simon 90+1' (11-esből) Haraszti 90+5' Mogyorósi 71' Lengyel 82' Nyári 90+2' | (0 – 0) Jegyzőkönyv | Horváth 70' Todorović 50' Marković 90' |

| Révész Géza utca, Siófok Nézőszám: 900 Játékvezető: Szabó Zsolt (magyar) |

| 25. forduló 2012. április 20. 18:00 |

| Budapest Honvéd                                                | 3 – 1                         | BFC Siófok |
| -------------------------------------------------------------- | ----------------------------- | ---------- |
| Lovrić 50' Ivancsics 71' 4' Faggyas 80' Hadžić 36' Horváth 73' | (0 – 0) Jegyzőkönyv Részletek | Simon 84'  |

| Bozsik József Stadion, Budapest Nézőszám: 900 Játékvezető: Veizer Roland (magyar) |

| 26. forduló 2012. április 28. 18:00 |

| BFC Siófok                            | 0 – 2               | Haladás                                        |
| ------------------------------------- | ------------------- | ---------------------------------------------- |
| Egerszegi 32' Kecskés 36' Melczer 61' | (0 – 0) Jegyzőkönyv | Halmosi 52' Oross 83' Nagy 24' Korolovszky 37' |

| Révész Géza utcai stadion, Siófok Nézőszám: 900 Játékvezető: Böcskei Balázs (magyar) |

| 27. forduló 2012. május 5. 17:00 |

| Vasas                                                | 1 – 0               | BFC Siófok                                  |
| ---------------------------------------------------- | ------------------- | ------------------------------------------- |
| Nyári 71' (öngól) Mehmedagić 57' Csoór 79' Dajić 87' | (0 – 0) Jegyzőkönyv | Egerszegi 35' Simon 37' Huszák 40' Kiss 61′ |

| Illovszky Rudolf Stadion, Budapest Nézőszám: 1 200 Játékvezető: Takács János (magyar) |

| 28. forduló 2012. május 12. 18:00 |

| BFC Siófok                                  | 2 – 0               | Zalaegerszegi TE     |
| ------------------------------------------- | ------------------- | -------------------- |
| Melczer 21' Pál 47' Nyári 55' Egerszegi 90' | (1 – 0) Jegyzőkönyv | Máté 57′ Szakály 61' |

| Révész Géza utca, Siófok Nézőszám: 520 Játékvezető: Fábián Mihály (magyar) |

| 29. forduló 2012. május 19. 15:00 |

| Ferencváros                        | 0 – 1               | BFC Siófok                                           |
| ---------------------------------- | ------------------- | ---------------------------------------------------- |
| Jovanović 41' Júnior 54' Klein 73' | (0 – 0) Jegyzőkönyv | Simon 85' Haraszti 41' Egerszegi 48' Ribánszki 90+3' |

| Albert Flórián Stadion, Budapest Nézőszám: 6 000 Játékvezető: Szilasi Szabolcs (magyar) |

| 30. forduló 2012. május 26. 15:00 |

| BFC Siófok              | 0 – 2               | Kecskeméti TE                                        |
| ----------------------- | ------------------- | ---------------------------------------------------- |
| Kecskés 32' Lengyel 45′ | (0 – 1) Jegyzőkönyv | Lencse 45' (11-esből) Bertus 69' Savić 38' Varga 68' |

| Révész Géza utcai stadion, Siófok Nézőszám: 650 Játékvezető: Kassai Viktor (magyar) |

#### Végeredmény
| #   | Csapat            | M  | GY | D  | V  | G+ – G– | GK  | P                                                      | Megjegyzések                                   |
| --- | ----------------- | -- | -- | -- | -- | ------- | --- | ------------------------------------------------------ | ---------------------------------------------- |
| 1.  | Debreceni VSC     | 30 | 22 | 8  | 0  | 64–18   | +46 | 74                                                     | 2012–2013-as Bajnokok Ligája – 2. selejtezőkör |
| 2.  | Videoton          | 30 | 21 | 3  | 6  | 58–19   | +39 | 66                                                     | 2012–2013-as Európa-liga – 2. selejtezőkör     |
| 3.  | Győri ETO         | 30 | 20 | 3  | 7  | 56–31   | +25 | 63 \|style="background-color: #FAFAFA;"\|              |                                                |
| 4.  | Budapest Honvéd   | 30 | 13 | 7  | 10 | 48–40   | +8  | 46                                                     | 2012–2013-as Európa-liga – 1. selejtezőkör     |
| 5.  | Kecskeméti TE     | 30 | 13 | 6  | 11 | 48–38   | +10 | 45 \|rowspan="10" style="background-color: #FAFAFA;"\| |                                                |
| 6.  | Paksi FC          | 30 | 12 | 9  | 9  | 47–51   | −4  | 45                                                     |                                                |
| 7.  | Diósgyőr          | 30 | 13 | 4  | 13 | 42–43   | −1  | 43                                                     |                                                |
| 8.  | Haladás           | 30 | 9  | 11 | 10 | 39–37   | +2  | 38                                                     |                                                |
| 9.  | BFC Siófok        | 30 | 9  | 9  | 12 | 30–41   | −11 | 36                                                     |                                                |
| 10. | Kaposvári Rákóczi | 30 | 7  | 14 | 9  | 35–42   | −7  | 35                                                     |                                                |
| 11. | Ferencváros       | 30 | 9  | 7  | 14 | 31–36   | −5  | 34                                                     |                                                |
| 12. | Pécsi MFC         | 30 | 8  | 10 | 12 | 36–50   | −14 | 34                                                     |                                                |
| 13. | Újpest            | 30 | 8  | 8  | 14 | 34–46   | −12 | 32                                                     |                                                |
| 14. | Lombard Pápa      | 30 | 8  | 6  | 16 | 26–40   | −14 | 30                                                     |                                                |
| 15. | Vasas             | 30 | 5  | 9  | 16 | 29–51   | −22 | 22                                                     | NB II                                          |
| 16. | Zalaegerszegi TE  | 30 | 1  | 10 | 19 | 25–65   | −40 | 13                                                     | NB II                                          |

Forrás: MLSZ adatbank 
A rangsorolás alapszabályai: 1. összpontszám, 2. győzelmek száma, 3. gólkülönbség, 4. szerzett gólok száma, 5. egymás elleni eredmények összpontszáma,  6. egymás elleni eredmények gólkülönbsége, 7. egymás elleni eredmények szerzett góljainak száma, 8. egymás elleni eredmények idegenben szerzett góljainak száma.
A Vasastól két pontot levontak.
(B): Bajnokcsapat, (K): Kieső csapat, (F): Feljutó csapat, (I): Kupainduló, (R): A rájátszás győztese, (KGY): Kupagyőztes

Jegyzet
- A Győri ETO-t az UEFA eltiltotta a nemzetközi kupaszerepléstől, ezért a negyedik helyezett csapat indulhatott a 2012–13-as Európa-ligában.[2]

#### Eredmények összesítése
Az alábbi táblázatban összesítve szerepelnek a BFC Siófok 2011/12-es bajnokságban elért eredményei.
| Ősz/tavasz (forduló)    | Otthon | Otthon | Otthon | Otthon | Otthon | Otthon | Otthon | Idegenben | Idegenben | Idegenben | Idegenben | Idegenben | Idegenben | Idegenben |
| Ősz/tavasz (forduló)    | M      | GY     | D      | V      | LG–KG  | GK     | P      | M         | GY        | D         | V         | LG–KG     | GK        | P         |
| ----------------------- | ------ | ------ | ------ | ------ | ------ | ------ | ------ | --------- | --------- | --------- | --------- | --------- | --------- | --------- |
| Őszi szezon (1–17.)     | 9      | 3      | 4      | 2      | 8–5    | +3     | 13     | 8         | 0         | 3         | 5         | 7–19      | –12       | 3         |
| Tavaszi szezon (18–30.) | 6      | 4      | 0      | 2      | 7–5    | +2     | 12     | 7         | 2         | 2         | 3         | 8–12      | –4        | 8         |
| Összesen (1–30.)        | 15     | 7      | 4      | 4      | 15–10  | +5     | 25     | 15        | 2         | 5         | 8         | 15–31     | –16       | 11        |

#### Helyezések fordulónként
| Forduló  | 1  | 2  | 3  | 4  | 5  | 6  | 7  | 8  | 9  | 10 | 11 | 12 | 13 | 14 | 15 | 16 | 17 | 18 | 19 | 20 | 21 | 22 | 23 | 24 | 25 | 26 | 27 | 28 | 29 | 30 |
| -------- | -- | -- | -- | -- | -- | -- | -- | -- | -- | -- | -- | -- | -- | -- | -- | -- | -- | -- | -- | -- | -- | -- | -- | -- | -- | -- | -- | -- | -- | -- |
| Helyszín | O  | I  | O  | O  | I  | O  | I  | O  | I  | O  | I  | O  | I  | O  | I  | I  | O  | I  | I  | O  | I  | O  | I  | O  | I  | O  | I  | O  | I  | O  |
| Eredmény | D  | V  | GY | V  | D  | GY | V  | D  | D  | D  | V  | D  | D  | V  | V  | V  | GY | D  | V  | GY | GY | GY | D  | GY | V  | V  | V  | GY | GY | V  |
| Helyezés | 10 | 11 | 9  | 10 | 10 | 9  | 10 | 10 | 10 | 10 | 11 | 11 | 12 | 14 | 14 | 15 | 14 | 13 | 14 | 12 | 11 | 11 | 11 | 10 | 10 | 11 | 12 | 11 | 9  | 9  |

Helyszín: O = Otthon; I = Idegenben. Eredmény: GY = Győzelem; D = Döntetlen; V = Vereség.

### Magyar kupa
| 3. forduló 2011. szeptember 21. 15:30 |

| Zalaegerszegi TE II | 0 – 2               | BFC Siófok               |
| ------------------- | ------------------- | ------------------------ |
|                     | (0 – 1) Jegyzőkönyv | Huszák 37' Csermelyi 64' |

| Nézőszám: 200 Játékvezető: Ákos Dávid (magyar) |

| 4. forduló 2011. október 26. 14:00 |

| Kozármisleny          | 2 – 1               | BFC Siófok                                         |
| --------------------- | ------------------- | -------------------------------------------------- |
| Rácz 45' Andruskó 64' | (1 – 1) Jegyzőkönyv | Csermelyi 12' Gadó 64' Bozović 86' Lattenstein 87' |

| Kozármisleny Nézőszám: 250 Játékvezető: Radványi Ádám (magyar) |

### Ligakupa

#### B csoport
| 1. forduló 2011. augusztus 31. 18:00 |

| BFC Siófok                                                  | 2 – 1               | Ferencváros      |
| ----------------------------------------------------------- | ------------------- | ---------------- |
| Lengyel 14' Sowunmi 62' Fehér 11' Horváth 77' Mogyorósi 85' | (1 – 1) Jegyzőkönyv | Pölöskey 20' 72' |

| Révész Géza utca, Siófok Nézőszám: 500 Játékvezető: Radványi Ádám (magyar) |

| 2. forduló 2011. szeptember 6. 17:00 |

| Kaposvári Rákóczi     | 2 – 0               | BFC Siófok                                  |
| --------------------- | ------------------- | ------------------------------------------- |
| Kovács 30' Graszl 48' | (1 – 0) Jegyzőkönyv | Horváth 43' Mogyorósi 59' Yvan 65' Gadó 83' |

| Rákóczi Stadion, Kaposvár Nézőszám: 300 Játékvezető: Botló Béla (magyar) |

| 3. forduló 2011. október 5. 15:00 |

| BFC Siófok | 0 – 2               | Pécsi MFC                                  |
| ---------- | ------------------- | ------------------------------------------ |
| Bali 12'   | (0 – 0) Jegyzőkönyv | Simonfalvi 59' 77' Horváth 61' Regedei 86' |

| Révész Géza utcai stadion, Siófok Nézőszám: 200 Játékvezető: Szőts Gergely (magyar) |

| 4. forduló 2011. október 12. 18:00 |

| Pécsi MFC            | 1 – 1               | BFC Siófok                                                 |
| -------------------- | ------------------- | ---------------------------------------------------------- |
| Bajzát 45' Gyánó 89' | (1 – 1) Jegyzőkönyv | Sowunmi 21' Fehér 58' Mogyorósi 63' Rebryk 68' Horváth 81' |

| PMFC Stadion, Pécs Nézőszám: 200 Játékvezető: Lovas László (magyar) |

| 5. forduló 2011. november 8. 14:00 |

| BFC Siófok                  | 2 – 0               | Kaposvári Rákóczi                |
| --------------------------- | ------------------- | -------------------------------- |
| Bozović 57' Lattenstein 64' | (0 – 0) Jegyzőkönyv | Katona 29' Jammeh 50' Diallo 66' |

| Révész Géza utca, Siófok Nézőszám: 100 Játékvezető: Gyarmati II. Tibor (magyar) |

| 6. forduló 2011. november 16. 19:00 |

| Ferencváros | 1 – 2               | BFC Siófok                                    |
| ----------- | ------------------- | --------------------------------------------- |
| Oláh 56'    | (0 – 0) Jegyzőkönyv | Fejes 52' Melczer 60' 42' Bozović 8' Gadó 53' |

| Albert Flórián Stadion, Budapest Nézőszám: 200 Játékvezető: Erdős József (magyar) |

#### A B csoport végeredménye
| Csapat            | M | Gy | D | V | G+ | G– | Gk | P  |
| ----------------- | - | -- | - | - | -- | -- | -- | -- |
| Kaposvári Rákóczi | 6 | 4  | 1 | 1 | 9  | 5  | +4 | 13 |
| Pécsi MFC         | 6 | 3  | 1 | 2 | 10 | 6  | +4 | 10 |
| BFC Siófok        | 6 | 3  | 1 | 2 | 7  | 7  | 0  | 10 |
| Ferencváros       | 6 | 0  | 1 | 5 | 6  | 14 | –8 | 1  |

## Külső hivatkozások
- A csapat hivatalos honlapja
- A Magyar Labdarúgó Szövetség honlapja, adatbankja